# Карсунка (приток Барыша)
Карсунка — река в России, протекает в Ульяновской области. Левый приток реки Барыш.

## Этимология
Название реки имеет тюркское происхождение и восходит к словам су(сун) — «вода, речка» и татар. диал. кар — «сосна». Филолог Барашков В. Ф. дополнительно приводит нарицательное татарское су(сун) — «вода, речка» с полным значением карсун — «талая вода».

## География
Река берёт начало у посёлка Глотовка. Течёт на северо-восток мимо населённых пунктов Глотовка, Зимненки, Бекетовка, Старое Погорелово, Краснополка. Основные притоки: реки Шарловка, Соколка, Сухая Карсунка. Устье реки находится у посёлка Карсун в 95 км по левому берегу реки Барыш. Длина реки — 45 км, площадь водосборного бассейна — 760 км².

## Данные водного реестра
По данным государственного водного реестра России относится к Верхневолжскому бассейновому округу, водохозяйственный участок реки — Сура от Сурского гидроузла и до устья реки Алатырь, речной подбассейн реки — Сура. Речной бассейн реки — (Верхняя) Волга до Куйбышевского водохранилища (без бассейна Оки).
Код объекта в государственном водном реестре — 08010500312110000037255.